# Wilsleben
Wilsleben ist ein Dorf am westlichen Rand des Salzlandkreises in Sachsen-Anhalt. Im Ortsteil leben 442 Einwohner (Stand: 2015). Es gehört zur Stadt Aschersleben.

## Geschichte
Der Ort wurde erstmals im Jahr 983 in einer Besitzurkunde des Klosters Nienburg unter dem Namen Wilaslowo erwähnt. Ab dem 17. Jahrhundert ist für den Ort ein Rittergut beschrieben.
Das Ortsbild wird geprägt durch die 1680 erbaute Dorfkirche.
Wilsleben wurde am 24. Februar 2006 nach Aschersleben eingemeindet.
Der Haltepunkt Wilsleben lag an der Bahnstrecke Aschersleben–Nienhagen. Diese Strecke ist stillgelegt.